# Phyllachora chusqueana
Phyllachora chusqueana är en svampart som beskrevs av Orejuela 1941. Phyllachora chusqueana ingår i släktet Phyllachora och familjen Phyllachoraceae.   Inga underarter finns listade i Catalogue of Life.